# Haplostachys haplostachya
Haplostachys haplostachya là một loài thực vật có hoa trong họ Hoa môi. Loài này được (A.Gray) H.St.John mô tả khoa học đầu tiên năm 1973.